# Christine Nicholls
Pour les articles homonymes, voir Nicholls.
Christine Stephanie Nicholls, née Metcalfe (Angleterre, 1er janvier 1943) est une femme de lettres et éditrice anglo-kényane. Elle a travaillé pour le Dictionary of National Biography. Retraitée, elle vit à Oxford.

## Biographie
Ses parents étaient professeurs et ils se sont installés à Mombasa et à Nairobi.
Ella a étudié au  Lady Margaret Hall et au  St Antony's College, et elle a étudié et travaillé plus tard pour l'Université de Londres.